# Kirche Thalheim (Kanton Aargau)

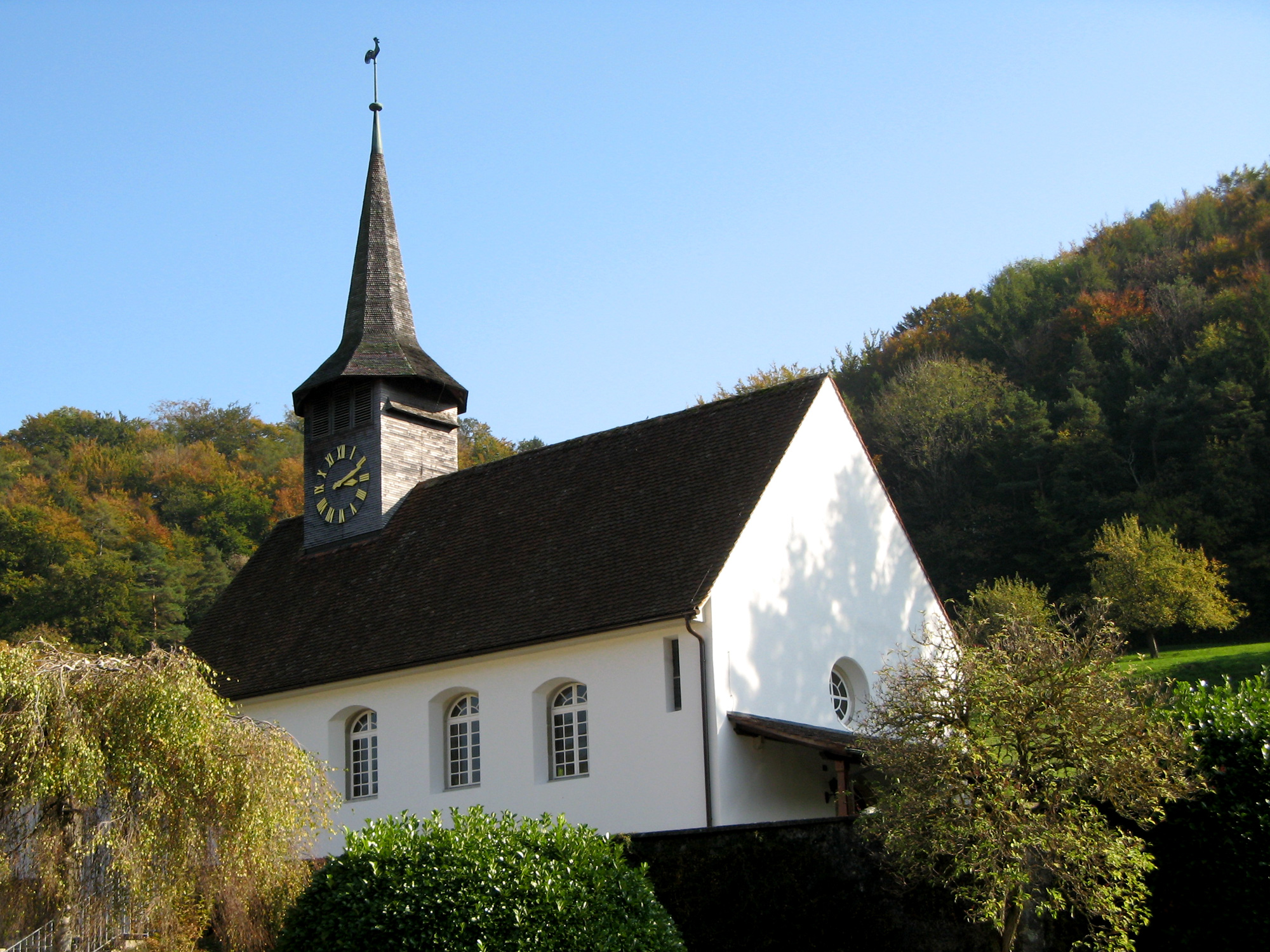
Kirche Thalheim

Die Kirche Thalheim ist eine reformierte Kirche im aargauischen Thalheim in der Schweiz. Sie liegt am Südrand des Dorfes an leicht erhöhter Lage.

## Geschichte
Teile der heutigen Schiffmauern entstammen dem romanischen Vorgängerbau der Kirche, die dem hl. Petrus geweiht war. Im 14. und 15. Jahrhundert wurde sie baulich verändert. 1543 wurde die Kirche erweitert und erneuert. Sehenswert ist der Taufstein, der 1675 von Samuel Thormann, bernischer Obervogt zu Schenkenberg, und seiner Frau Margarete geb. Archer gestiftet wurde. Die Kirche wurde um 1960 saniert und es wurde ein neuer Kirchturm (Dachreiter) aufgesetzt. Heute zeigt sich die Kirche als schlichter, einschiffiger Bau mit rechteckigem Chorabschluss, Rundbogenfenstern, ziegelgedecktem Giebeldach und einem Dachreiter mit spitzem Turmhelm. Zu der Kirche gehört ein Beinhaus, das nicht öffentlich zugänglich ist. Die Kirche befindet sich im Dorfteil Oberdorf inmitten des Friedhofs. Die einmanualige Kuhn-Orgel stammt aus dem Jahr 1970 und wurde 2016 renoviert. Das einmanualige Instrument weist acht Register auf.